# Йохан I ван Куик
Йохан (Ян) I ван Куик (на немски: Johann I van Cuyck (Jan I van Kuyc), Heer van Kuyc, Grave, Merum, Neerloon; на нидерландски: Jan I van Kuyc; † 13 юли 1308) е господар на Куик, Граве, Мерум и Неерлоон в Северен Брабант.
Той е син на Хайнрих III фон Куик († сл. 1254), господар на Граве и Куик, и съпругата му фон Путен, дъщеря на Йохан де Путен († 1229) и Алайдис ван Алтена († сл. 1230). Баща му се жени втори път ок. 1230 г. за Алайдис фон Рандерат, дъщеря на Вилхелм фон Рандерат, господар на Бокстел.
Брат е на Катарина фон Бокстел († сл. 1335), омъжена за Вилхелм ван Милен, господар на Викрат и Грубенфорст († 1328), и Алверадис ван Куик († 1272), омъжена ок. 1240 г. за Якоб II ван Мирлаер, господар на Милендонк († 1268). Полубрат е на Вилхелм I фон Бокстел († 1271), женен ок. 1260 г. за Юстина ван Дипенбеек († сл. 1285).
Йохан (Ян) I ван Куик се бие през 1288 г. в битката при Воринген и е описан като герой и един от най-красивите рицари. Той е в свитата на херцог Йохан фон Брабант.
Крал Албрехт го прави съдия в конфликта между архиепископа на Кьолн и графофете фон Марк за правата на заложената кралска собственост между другото и графството Дортмунд. Между другото той се бие като съюзник на епископа на Мюнстер Ото III фон Ритберг и на графовете фон дер Марк против архиепископ Вигболд фон Холте от Кьолн. Йохан I е през 1294 г. пратеник на Адолф от Насау при неговите съюзнечески преговори с английския крал Едуард I. Той е начело на заговора против Флоренс V от Холандия през 1296 г.

## Фамилия
Йохан I ван Куик се жени ок. 1260 г. за Юта фон Насау († 1313), дъщеря на граф Хайнрих II фон Насау „Богатия“ († 1251) и Мехтилд фон Гелдерн-Цутфен († сл. 1247). Те имат децта: 
- Ото фон Куик († 1 април – 31 декември 1350), господар на Мирло, Куйк, Граве, Неерлон, Зелем, Мерум и Хеверле, помага на крал Ян Люксембургски от Бохемия, женен I. ок. 1305 г. за Алайдис фон Дист († сл. 1322), II. ок. 1320 г. за Йохана ван Хеверлé († 1333), III. ок. 1336 г. за Йохана от Фландрия († сл. 1343
- Алайдис ван Куик, омъжена пр. 1305 г. за Хайнрих фон Ф/Воорне, господар на Акой († 1330)
- дъщеря, омъжена за Герхард II ван Дик († сл. 1330), син на Герхард I фон Дик
- Хайнрих ван Куик († юли 1304, убит в битка), господар на Мироп, женен ок. 1290 г. за Аелис фон Дист († сл. 1292)
- Агнес ван Куик († 12 март 1345, погребана в Хайстербах), омъжена пр. 1303 г. за Хайнрих фон Льовенберг, господар на Долендорф, маршал на Вестфалия († ок. декември 1343), син на Йохан I фон Хайнсберг († сл. 1306)
- дъщеря (* ок. 1265), омъжена ок. 1298 г. за Гижсберт ван дер Лек (* ок. 1277; † сл. 1312)